# William Rudbeck Lindhardt
William Rudbeck Lindhardt (født 28. marts 1998) er en dansk skuespiller, som har medvirket i tv-serien Limbo som Boye, i julekalenderen Tidsrejsen som Ragner'84 og som Harald i kortfilmen Velkommen til Paradis. Lindhardt er også instruktør på nogle kortfilm og musikvideoer.[kilde mangler]

## Privat
William er storebror til skuespilleren Albert Rudbeck Lindhardt, som blandt andet har medvirket i filmen Der kommer en dag fra 2016.

## Filmografi

### Film
| År   | Title                             | Rolle              | Note |
| ---- | --------------------------------- | ------------------ | ---- |
| 2010 | Bølle Bob - Alle tiders helt      | Klassekarmmerat #3 |      |
| 2015 | Mine søsters børn og guldgraverne | Thomas             |      |

### Tv-serier
| År        | Title           | Rolle        | Note         |
| --------- | --------------- | ------------ | ------------ |
| 2012-2014 | Limbo           | Boye         | hovedrolle   |
| 2014      | Tidsrejsen      | Ragner'84    | julekalender |
| 2015      | Ditte & Louise  | Bertram      | 1 episode    |
| 2019      | Sygeplejeskolen | Ellen's mand | 1 episode    |

### Kortfilm
| År   | Title                             | Rolle  | Note        | Note     | Note   |
| År   | Title                             | Rolle  | Skuespiller | Producer | Writer |
| ---- | --------------------------------- | ------ | ----------- | -------- | ------ |
| 2013 | Millennium                        | Karl   | Ja          | Nej      | Nej    |
| 2014 | Det er kun dig og mig i mit hovde | Simon  | Ja          | Nej      | Nej    |
| 2015 | Velkommen til Paradis             | Harald | Ja          | Nej      | Nej    |
| 2015 | Tansit                            | -      | Nej         | Ja       | Ja     |
| 2015 | Ventetid                          | Dreng  | Ja          | Nej      | Nej    |
| 2016 | En vals i støvler                 | Stefan | Ja          | Nej      | Nej    |
| 2019 | Diamantpigen                      | -      | Nej         | Ja       | Nej    |
| 2020 | Rentnarok                         | -      | Nej         | Ja       | Nej    |
| 2024 | Som De Blinde Slås                | -      | Nej         | Ja       | Nej    |